# Un cave
Pour plus de détails, voir Fiche technique et Distribution.
Un cave est un film policier français de Gilles Grangier sorti le 19 avril 1972.

## Synopsis
Granier est un « cave », condamné à 2 ans de prison pour une petite escroquerie. Il se retrouve en prison avec Marcel Laigneau, dit « Marcel le dingue », caïd violent et dangereux, qui se lie d'amitié avec lui. Alors que Granier doit sortir bientôt, Laigneau lui fait promettre de l'aider à s'évader. Granier libéré, reprend une vie apparemment sans histoire d'ouvrier en usine. Il participe à l'évasion de Laigneau, pendant laquelle celui-ci est grièvement blessé. Planqué dans une villa discrète, Laigneau demande à Granier de reprendre contact avec Véron, un ami d'enfance.
Mais très vite, Laigneau meurt de ses blessures et Granier comprend que Véron était complice du dernier casse qui avait rapporté 2 millions de francs et qui n'ont jamais été partagés. Il décide alors de manœuvrer pour récupérer la part de Laigneau...

## Fiche technique
- Scénario : Jean Stuart et non crédité Jean Cosmos
- Adaptation : François Chavane et Albert Simonin
- Dialogues : Albert Simonin
- Musique : Alain Lemeur
- Chanson : Anne-Marie Godart
- Décors : Robert Clavel
- Son : Jacques Gerardot
- Directeur de la photographie : Didier Tarot
- Montage : Germaine Lamy
- Directeur de production : Jean Mottet
- Production : Cinephonic, Les Activités Cinématographiques, Optimax Films
- Bande originale éditée en 45 tours[1]

## Distribution
- Claude Brasseur : Granier
- Marthe Keller : Catherine
- Henri Garcin : Véron
- Pierre Tornade : Fernier
- André Weber : Marcel Laigneau, dit "Marcel le dingue"
- Paul Le Person : le commissaire Taillant
- Jacques Balutin : l'inspecteur Tunnel
- Jacques Couturier : l'oncle de Granier
- Lita Recio
- Hélène Dieudonné : La tante
- Jean-Marie Arnoux : Fraizeur
- Robert Dalban : Le médecin
- François De Closets : son propre rôle (Journaliste-expert en sécurité)
- Max Amyl : l'avocat
- Georges Atlas : Jacques
- André Rouyer
- Fulbert Janin : le médecin-chef de la prison
- Marius Balbinot
- Jean Thielment
- Pierre Koulak
- Jean Degrave : le client de l'agence
- Francis Lax : le directeur de la prison

## Autour du film
Un disque 45 tours de la bande originale est sorti mais il ne comporte pas la chanson d'Anne-Marie Godart.